# Libra sursudanesa
La libra sursudanesa es la moneda oficial de Sudán del Sur. Su código ISO es el SSP. Previo a la proclamación oficial de su independencia el 9 de julio de 2011, el gobierno de Sudán del Sur anunció el establecimiento de una moneda propia, inicialmente en paridad cambiaria con la libra sudanesa, a efectuarse una vez que la declaración ocurriera.
La libra sursudanesa, que se espera reemplacen al dólar estadounidense y el chelín keniano como unidades monetarias frecuentes en el recién fundado país, fue lanzada el 18 de julio y está dividida en 100 piastras sursudanesas.

## Billetes
El valor facial de los billetes es de 1, 5, 10, 20, 50, 100, 500 y 1000 libras sursudanesas. En 2011 se emitieron billetes por valor de 25 SSP en lugar de las actuales 20 SSP, con mismo diseño. En todas ellas aparece el rostro de John Garang, primer presidente del Gobierno Autónomo de Sudán del Sur en 2005 y que falleció meses después.

## Monedas
La  primera serie de monedas de circulación la componen los siguientes valores: 10, 20 y 50 piastras, 1 y 2 libras, de las que sólo las tres primeras han sido puestas en circulación el 9 de julio de 2015. Las dos bimetálicas fueron acuñadas entre 2015 y 2016 y fueron puestas en circulación. El anverso de todas las monedas representa el escudo de armas del país.
| Valor       | 2015                              | 2015                                    |
| Valor       | Anverso                           | Reverso                                 |
| ----------- | --------------------------------- | --------------------------------------- |
| 10 Piastras | Plataforma petróleo, valor facial | Escudo de armas del país, Año acuñación |
| 20 Piastras | Cigüeña, valor facial             | Escudo de armas del país, Año acuñación |
| 50 Piastras | Rinoceronte blanco, valor facial  | Escudo de armas del país, Año acuñación |
| 1 Libra     | Jirafa Nubia, valor facial        | Escudo de armas del país, Año acuñación |
| 2 Libras    | Escudo, valor facial              | Escudo de armas del país, Año acuñación |